# Mesosemia amarantus
Mesosemia amarantus is een vlindersoort uit de familie van de prachtvlinders (Riodinidae), onderfamilie Riodininae.
Mesosemia amarantus werd in 1910 beschreven door Stichel.